# Епархия Бриджпорта

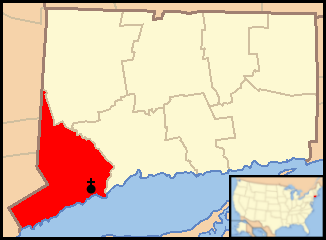
Расположение епархии Бриджпорта

Епархия Бриджпорта (лат. Dioecesis Bridgeportensis) — епархия Римско-Католической церкви с центром в городе Бриджпорт, США. Епархия Бриджпорта входит в митрополию Хартфорда. Кафедральным собором епархии Бриджпорта является собор святого Августина.

## История
6 августа 1953 года Римский папа Пий XII издал буллу Qui urbis Hartfortiensis, которой учредил епархию Бриджпорта, выделив её из архиепархии Хартфорда.

## Ординарии епархии
- епископ Лоуренс Джозеф Шиэн (25.08.1953 — 10.07.1961) — назначен архиепископом Балтимора, кардинал с 25.02.1965 года;
- епископ Walter William Curtis (23.09.1961 — 28.06.1988);
- епископ Эдуард Майкл Иган (05.11.1988 — 11.05.2000) — назначен архиепископом Нью-Йорка, кардинал с 2001
- епископ Уильям Эдуард Лори (23.01.2001 — 20.03.2012) — назначен  архиепископом Балтимора;
- епископ Фрэнк Джозеф Каджиано (31.07.2013 — по настоящее время).

## Источник
- Annuario Pontificio, Libreria Editrice Vaticana, Città del Vaticano, 2003, ISBN 88-209-7422-3
- Bolla Qui urbis Hartfortiensis, AAS 45 (1953), стр. 844  (лат.)